# Pacific Nations Cup 2012
La Pacific Nations Cup de 2012 fue la 7.ª edición del torneo de selecciones de rugby que organiza la ex International Rugby Board, hoy World Rugby.
El cuadrangular se llevó a cabo en Japón a excepción del último partido celebrado en Fiyi. Samoa se coronó campeón en forma invicta aunque sus tres victorias fue por un ajustado marcador.

## Equipos participantes
- Selección de rugby de Fiyi (Flying Fijians)
- Selección de rugby de Japón (Brave Blossoms)
- Selección de rugby de Samoa (Manu Samoa)
- Selección de rugby de Tonga (ʻIkale Tahi)

## Posiciones
| Pos. | Equipo | Encuentros | Encuentros | Encuentros | Encuentros | Tantos  | Tantos    | Tantos     | Puntos Bonus | Puntos Totales |
| Pos. | Equipo | jugados    | ganados    | empatados  | perdidos   | a favor | en contra | diferencia | Puntos Bonus | Puntos Totales |
| ---- | ------ | ---------- | ---------- | ---------- | ---------- | ------- | --------- | ---------- | ------------ | -------------- |
| 1    | Samoa  | 3          | 3          | 0          | 0          | 76      | 70        | + 6        | 0            | 12             |
| 2    | Fiyi   | 3          | 2          | 0          | 1          | 80      | 65        | + 15       | 2            | 10             |
| 3    | Tonga  | 3          | 1          | 0          | 2          | 59      | 69        | - 10       | 1            | 5              |
| 4    | Japón  | 3          | 0          | 0          | 3          | 65      | 76        | - 11       | 4            | 4              |

Nota: Se otorgan 4 puntos al equipo que gane un partido y 2 al que empate
Puntos Bonus: 1 punto por convertir 4 tries o más en un partido y 1 al equipo que pierda por no más de 7 tantos de diferencia
|  | Campeón |

## Resultados

### Primera fecha
| 5 de junio | Samoa | 20 - 18 | Tonga | Nagoya Mizuho Rugby Stadium, Nagoya, Japón |                               |
|            |       | Reporte |       | Asistencia: 4565 espectadores              | Asistencia: 4565 espectadores |

| 5 de junio | Fiyi | 25 - 19 | Japón | Nagoya Mizuho Rugby Stadium, Nagoya, Japón |                               |
|            |      | Reporte |       | Asistencia: 6036 espectadores              | Asistencia: 6036 espectadores |

### Segunda fecha
| 10 de junio | Fiyi | 26 - 29 | Samoa | Prince Chichibu Memorial Stadium, Tokio, Japón |                               |
|             |      | Reporte |       | Asistencia: 5906 espectadores                  | Asistencia: 5906 espectadores |

| 10 de junio | Japón | 20 - 24 | Tonga | Prince Chichibu Memorial Stadium, Tokio, Japón |                               |
|             |       | Reporte |       | Asistencia: 7719 espectadores                  | Asistencia: 7719 espectadores |

### Tercera fecha
| 17 de junio | Samoa | 27 - 26 | Japón | Prince Chichibu Memorial Stadium, Tokio, Japón |                               |
|             |       | Reporte |       | Asistencia: 5386 espectadores                  | Asistencia: 5386 espectadores |

| 23 de junio | Tonga | 17 - 29 | Fiyi | Churchill Park, Lautoka, Fiyi |                               |
|             |       | Reporte |      | Asistencia: 4529 espectadores | Asistencia: 4529 espectadores |

| Bandera de Samoa |
| Campeón Samoa    |
| Segundo título   |